# Mysterium fidei
Mysterium fidei (łac. Tajemnica wiary) – ogłoszona 3 września 1965 roku encyklika Pawła VI, dotycząca doktryny i kultu eucharystii.
Encyklika Mysterium fidei jest trzecią z siedmiu encyklik Pawła VI. Pod wpływem fenomenologii i filozofii egzystencjalnej pod koniec lat 50. XX w. dyskutowano nad pojęciem transubstancjacji. Wcześniej w kwestii tej wypowiadali się m.in. katoliccy teologowie: Benedikt Welte, Piet Schoonenberg i Edward Schillebeeckx OP. Encyklika nie odrzuciła całkowicie nowych pojęć – transsignifikacja oraz transfinalizacja – zauważając jedynie, iż są one niewystarczające dla opisania tego, co staje się z chlebem i winem podczas konsekracji eucharystycznej i powinno się je uzupełnić pojęciem transsubstancjacji.
Dokument składa się ze wstępu i siedmiu rozdziałów:
1. Powody pasterskiej troski i niepokoju
2. Najświętsza eucharystia jest tajemnicą wiary
3. Tajemnica eucharystyczna dokonuje się w ofierze mszy św.
4. W ofierze mszy św. Chrystus staje się sakramentalnie obecny
5. Chrystus Pan staje się obecny przez przeistoczenie
6. Kult uwielbienia należny sakramentowi eucharystii
7. Zachęta do szerzenia kultu eucharystycznego